# Lily Jacobs
Carolina Wilhelmina (Lily) Jacobs (Heerlen, 2 november 1951) is een Nederlands politicus van de PvdA.
Jacobs groeide op in de Limburgse mijnstreek en studeerde in 1977 af aan de TUE. Van 1987 tot 2003 was ze lid van de Provinciale Staten van Gelderland. In 1994 werd ze gedeputeerde wat ze tot 2001 zou blijven. In 2004 werd ze wethouder van de gemeente Culemborg en vanaf 2007 zat Jacobs in het Europees Parlement. Als Europarlementariër zit ze in de commissies Landbouw & Plattelandsontwikkeling, Transport & Toerisme en Klimaat. In 2009 is Jacobs niet verkiesbaar en wordt ze gedeputeerde van Economische Zaken, Duurzame Ontwikkeling, Europa en openbaar vervoer in de provincie Noord-Brabant. Die functie vervulde ze tot in 2011.
- Parlement.com: vgr11bfcl7u5